# اویلر (بلژیک)
شهر اویلر (به فرانسوی: Hoeilaart) در ناحیه اداری ال-ویلوورد در استان فلومیش بربان در منطقه فلاندری در کشور بلژیک واقع شده‌است.

## نگارخانه

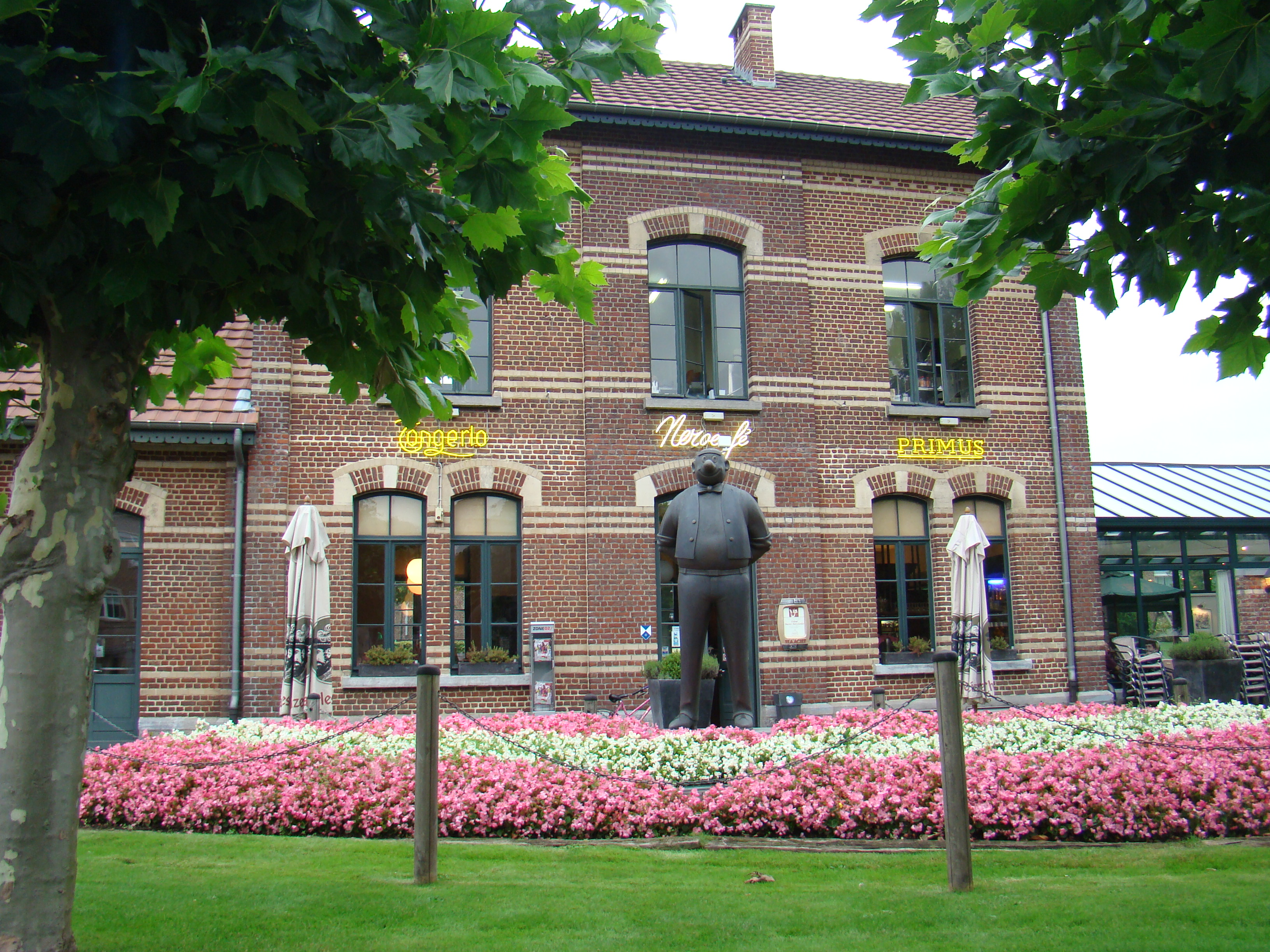